# Angafoulua

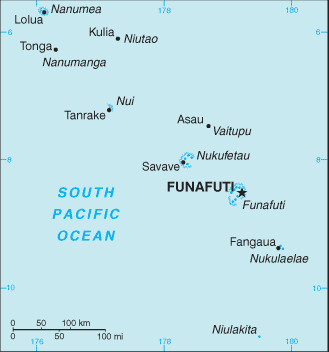
Mapa de Tuvalu.

Angafoulua es una pequeña aldea de Tuvalu situada en el islote de Niutao. Se encuentra situada al norte de la isla de Funafuti en la que está situada la capital del país. Su población era de unos 300 habitantes en el 2006
- Datos: Q8199574